# 文明史
文明史（History of civilization）是一種撰述歷史的類型。
從字面上來看，文明史是指人类发展过程中成果积累的历史，文明是指具有进步价值取向的人类求生存、求发展的创造活动和成果；文明史中特別強調的人、生产力和社会、文化的整体演变过程。
更深入地來看，相較於一般的歷史論著，以文明史為題的歷史論著，其中隱含的是一種從啟蒙運動以來的一種歷史觀，或可稱作文明史觀，亦即將人的歷史視為人類文明演進的歷史，其中又常依照地域或文明類型區分出不同的文明，例如西方文明、埃及文明、中國文明等。又按照從原始到進步，分成農業文明、工業文明等等。
在這種史觀之下，與「文明演進」無關的內容，可能被捨棄忽略，其中被認為「落後」「不文明」的人群或歷史就會被排除於其外。
這種強調人類歷史進步的史觀在二十世紀以來受到批判，包括以今人對於進步的想法套用於歷史，對於歷史實際上非線性或靜態「不發展」狀況的忽略等等。
文明史中，最著名的著作之一，是威爾．杜蘭的巨著《世界文明史》